# Bitunicostilbe linderae
Bitunicostilbe linderae är en svampart som först beskrevs av Ellis & Everh., och fick sitt nu gällande namn av M. Morelet 1971. Bitunicostilbe linderae ingår i släktet Bitunicostilbe, divisionen sporsäcksvampar och riket svampar.   Inga underarter finns listade i Catalogue of Life.